# Gravier de Gargantua (La Turballe)
Pour les articles homonymes, voir Gravier de Gargantua.
Le gravier de Gargantua, appelé aussi menhir de Coispéan, est un mégalithe de nature indéterminée situé sur la commune de La Turballe dans le département de la Loire-Atlantique.

## Description
Le bloc en granulite est de forme vaguement triangulaire. Il mesure 1,65 m de hauteur pour une largeur de 1,30 m et une épaisseur moyenne de 0,80 m. Il a été légèrement déplacé plusieurs fois pour élargir la route voisine et lors de l'installation d'un calvaire.
Il comporte sur une face deux cupules de respectivement 9 cm et 4 cm de diamètre. Selon René Kerviler, il pourrait s'agir des vestiges d'un dolmen, plusieurs autres blocs de même nature ayant été signalé aux environs.

## Légende
Selon une légende, la pierre serait un gravier qui était entré dans la chaussure de Gargantua, que le géant retira et abandonna sur place. Une histoire similaire est associée à deux autres rochers nommés « graviers de Gargantua » dans l'Eure (à Croth et Port-Mort), ainsi qu'à la pierre de Clochoderick, en Écosse, le géant n'étant de ce cas pas nommé[réf. nécessaire].